# Прилісне (селище)
Прилісне (до 2025 — Прелесне) — селище в Україні, у Вільхівській сільській громаді Харківського району Харківської області. Населення становить 231 осіб. Колишній орган місцевого самоврядування — Кулиничівська селищна рада.

## Історія
У XIX та на початку XX століття — у складі Роганській волості Харківського повіту Харківської губернії.
12 червня 2020 року, розпорядженням Кабінету Міністрів України № 725-р «Про визначення адміністративних центрів та затвердження територій територіальних громад Харківської області», увійшло до складу Вільхівської сільської громади.
19 липня 2020 року, в результаті адміністративно-територіальної реформи та ліквідації Харківського району(1923—2020), селище увійшло до складу новоутвореного Харківського району.
22 червня 2023 року рішенням №230 Національної комісії зі стандартів державної мови віднесено до списку населених пунктів, які «можуть не відповідати лексичним нормам української мови», зокрема стосуватися «російської імперської чи колоніальної політики». Громаді рекомендовано обґрунтувати доцільність збереження поточної назви або запропонувати нову назву в установленому законодавством порядку.
05 червня 2025 року відповідно до Постанови Верховної Ради України № 4483-IX селище Прелесне було перейменовано на селище Прилісне. Постанова набула чинності 18 червня 2025 року.

## Населення

### Мова
Розподіл населення за рідною мовою за даними перепису 2001 року:
| Мова       | Відсоток |
| ---------- | -------- |
| українська | 63,2%    |
| російська  | 36,8%    |

## Географія
Селище Прилісне знаходиться на правому березі річки Немишля, неподалік від її витоків, нижче за течією на відстані 4,5 км розташоване село Бражники, на протилежному березі — село Слобідське. На річці зроблена невелика загата. Поруч проходить автомобільна дорога Т 2104.

## Відомі особи
У селі народився український письменник Борис Грінченко.